# Pipe Dream
Pipe Dream (ook wel Pipe Mania) is een computerspel dat werd ontwikkeld door The Assembly Line en uitgegeven door Empire Software. Het spel kwam in 1989 uit voor de Commodore Amiga, Atari ST en DOS. Later volgde ook release voor andere homecomputers.

## Platforms
| Jaar | Platform |
| ---- | --- |
| 1989 | Amiga, Atari ST, DOS |
| 1990 | Acorn 32-bit, Amstrad CPC, Apple II, Apple IIgs, BBC Micro, Commodore 64, Electron, Game Boy, Macintosh, NES, SAM Coupé, ZX Spectrum |
| 1991 | PC-88, PC-98, Windows 3.x |
| 1992 | SNES |

## Ontvangst
| Beoordeeld door                       | Platform     | Datum           | Score |
| ------------------------------------- | ------------ | --------------- | ----- |
| ACE (Advanced Computer Entertainment) | Commodore 64 | oktober 1990    | 91%   |
| Sinclair User                         | ZX Spectrum  | februari 1993   | 91%   |
| VideoGame                             | NES          | juli 1991       | 80%   |
| NES Times                             | NES          | 31 januari 2007 | 80%   |
| Power Play                            | Amiga        | februari 1990   | 78%   |
| Power Play                            | Game Boy     | oktober 1990    | 78%   |
| Power Play                            | Atari ST     | juni 1990       | 78%   |
| Power Play                            | Commodore 64 | juni 1990       | 77%   |
| N-Force                               | SNES         | oktober 1992    | 74%   |
| ASM (Aktueller Software Markt)        | Amiga        | april 1990      | 67%   |